# 黃鳳姿
黃鳳姿（1928年5月5日—），臺灣台北市萬華人，女作家，在1930年代臺灣到1940年代臺灣以著作《七娘媽生》、《七爺八爺》等臺灣民俗文學書籍聞名，被稱為「文學少女」。

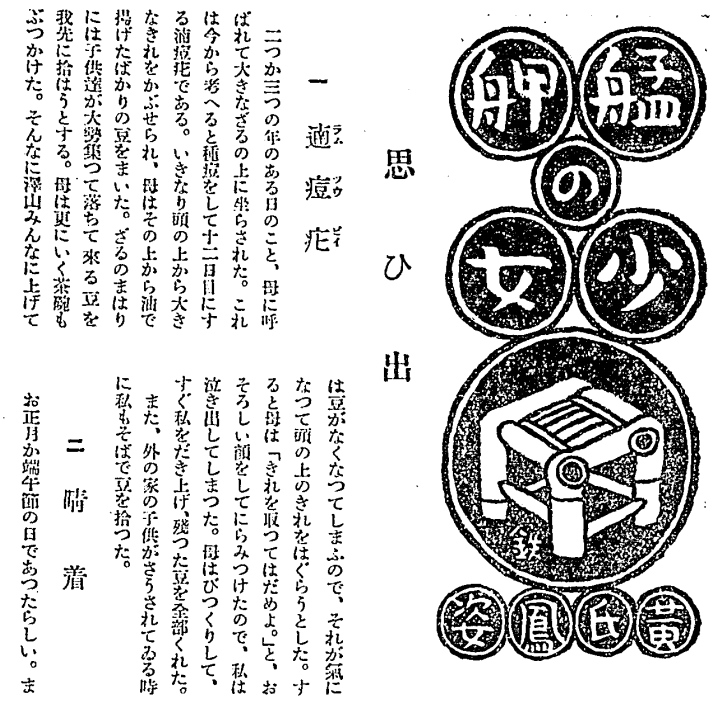
黃鳳姿的作品之一〈艋舺の少女〉

## 生平
黃鳳姿出身艋舺世家，1928年5月5日生，從小時常聽曾祖父黃章田和母親揭雪仙談流傳於艋舺的民俗習慣與民間故事。因為她皮膚黑，外號「黑肉龜」。黃章田是揚琴家，古倫美亞唱片在1932年出版他演奏的唱片《女告狀》。父親黃廷富畢業於京都帝國大學法學院，後執教於關西大學。

### 小學時期
1935年4月，黃鳳姿入龍山公學校（今龍山國小）就讀。當時級任教師池田敏雄在教師桌上放有岩波文庫的《安徒生童話集》，三年級時的她覺得有興趣便跟老師借。一次，池田敏雄以「我的日常生活」為學生作文的題目，她寫了一篇描寫臺灣冬至習俗的〈おだんご〉（冬至圓仔）習作，令前者驚訝，隨即介紹給友人西川滿。該篇作品獲得西川滿的推薦，於1939年2月刊載於《台灣風土記》創刊號。黃鳳姿受到池田敏雄的指導以及西川滿的鼓勵，在一年內寫下十一篇台灣風俗習慣、五篇台灣民間故事及傳說，並集結成書為《七娘媽生》，內容包括〈七娘媽生〉等作品，於1940年2月由西川滿的日孝山房出版。該書序由西川滿執筆，池田敏雄負責編輯和撰寫後記，黃鳳姿同班同學陳鳳蘭作插畫，立石鐵臣裝幀。
當時1940年，十一歲的黃鳳姿還特地穿著一襲純白洋裝站在中國傳統寺廟石獅旁，為處女作《七娘媽生》拍定裝照。台灣大學台灣文學研究所的「台灣文學工作室」成員認為，日本一向有崇拜少女文化的傳統，黃鳳姿的純真與異國風情，也符合日本人對殖民地的投射與想像。
公學校在該時代的臺灣兒童眼中，充滿著神奇、新鮮，但在殖民統治之下，隱藏著多種多樣的差別，並在兒童的心中烙下印記，黃鳳姿很羨慕那些完全不會使用台灣話的本島人。
1940年11月，黃鳳姿其所著的《七娘媽生》改由東都書局臺北支社再版。同時，另一著作《七娘媽生》的姊妹作《七爺八爺》也由同出版社出版，收錄〈拜床母〉等十七篇散文、以及〈七爺八爺〉等三篇艋舺民間故事，並附有她到日本畢業旅行的六封書簡。池田敏雄這時已經任滿五年的義務職，辭職龍山公學校，轉任臺灣總督府情報部囑託，擔任出版物編輯。
《七爺八爺》、《七娘媽生》被視為臺灣兒童文學的重要書籍，也是臺灣民俗的文獻。例如嬰兒出生第三日在台灣稱為「三朝」，所使用的供品在各地不同，黃鳳姿紀錄下的艋舺之俗便是供品中的雞腳不可折到雞腹內，以祈求嬰兒的腳會長。

### 中學時期
1941年4月，黃鳳姿考入臺北州立第三高等女學校（今中山女高），1942年1月以迄1943年1月，寫出刊載在《民俗臺灣》十篇散文作品，內容為新年、上元節、清明節、中元節、喪葬等臺灣民俗散文。她也在《文藝臺灣》、《臺灣藝術》等雜誌發表作品，內容涵蓋民間故事、傳說、艋舺地區的風俗習慣、遊記等。當時她被稱為「文學少女」，菊池寬更比喻為「臺灣的豐田正子」。黃鳳姿、豐田正子這兩位臺日的文學少女惺惺相惜，1941年3月1日西川滿主編的《文藝臺灣》刊載豐田正子的〈豐田正子から黃鳳姿へ〉，黃鳳姿的〈黃鳳姿から豐田正子へ〉。
黃鳳姿的文章也記載一些日常生活，如1943年的〈田佃の家〉寫她一家去新店溪踏青，她妹妹驚訝於菜脯是蘿蔔作的，並認為浪費，因為當時城市人以為菜脯是低級的食物。1944年，她在池田敏雄編輯下，出版第三本著作《台灣の少女》，由佐藤春夫為其撰序，內容分成「臺灣通信」、「艋舺の生活」、「內地通信」、「幼い頃 」，其中第二部「艋舺の生活」，是從《七娘媽生》和《七爺八爺》兩書選出。
《台灣の少女》獲文部省推荐，卻引起特别高等警察關注。鍾肇政認為在皇民化運動展開時，記述臺灣傳統風俗習慣的書籍被認為是帶有政治上的反動意識，但經由熱愛台灣文化的日本文化人中們的奔走與「包裝」，由池田敏雄在本書後記寫：「不僅可以證實在台灣的國語教育已收到輝煌成果，並且也可以啟示對南方共榮圈諸民族推廣日本語，進而顯現八紘一宇的大精神……更希望能夠讓日本人明白台灣的家庭生活是如何充滿豐潤與美。」堂而皇之地說日語教育的成功以有助於大東亞共榮圈，才能獲得在日本本土上梓的機會。
1944年7月，池田敏雄應召入伍，翌年8月日本投降才解役，並於1946年3月受中華民國政府之聘，留用於臺灣省宣傳委員會出版部，同年10月1日轉調臺灣省編譯館臺灣研究組，在1947年1月21日與十八歲的學生黃鳳姿結婚。池田敏雄曾紀錄艋舺人有一句講美女條件的俚諺為「鯉魚嘴，柳葉眉，尫仔面。」而黃鳳姿的容貌可說符合他所寫的臺灣女子的美感，他的婚姻也是臺灣史上著名的師生戀。黃鳳姿本來要拒絕求婚，因為師生戀在儒家是不被准許，但母親揭雪仙稱讚池田敏雄是好人才答應，從此兩人長住日本。

### 婚後時期
1958年5月，池田敏雄與黃鳳姿的長女池田麻奈出生；1962年2月，次男池田珠樹出生。1976年12月，池田敏雄從平凡社退休，夫妻連袂返回臺灣，進行為期一月的訪友旅行。
1982年4月18日，國立中央圖書館臺灣分館會議室舉行「池田敏雄先生逝世週年追思紀念座談會」，黃鳳姿與好友及《民俗臺灣》舊同仁多參與。同年她在《台湾近現代史研究》投稿〈池田と台湾と私〉，講述她與丈夫的故事；1990年又投稿〈『民俗台湾』創刊の背景〉於《沖縄文化研究》講述當時《民俗臺灣》創刊歷史。1997年年初，臺北南天書局重刊《民俗臺灣》，黃鳳姿受邀來臺參加「《民俗臺灣》回顧座談會」，用日語以「《民俗臺灣》刊行經過」為題發表演說。
游珮芸於1996年9月御茶水女子大學的博士論文《殖民地台灣の兒童文化》中的第三部〈「内地」への発信―台湾文学少女の誕生〉，是最早對黃鳳姿個人及其作品進行詳細論述的論文。
2014年6月，同人誌《CCC創作集》第十六冊《文學少女閱讀與書寫》出版，主題是台灣百年來的女性文人，將張李德和、黃鳳姿、林海音、三毛等人畫為彩畫，其中沈穎杰所繪的黃鳳姿被喚為「地表最強文學小蘿莉黃鳳姿」。